# Hořesedly
Hořesedly (deutsch Horosedl) ist eine Gemeinde in Tschechien. Sie liegt zwölf Kilometer nordwestlich von Rakovník und gehört zum Okres Rakovník.

## Geographie
Hořesedly befindet sich in der Rakovnická kotlina (Rakonitzer Kessel) im Rakonitzer Hügelland. Das Dorf liegt im seichten Tal des Baches Hájevský potok. Nördlich erhebt sich der Červený vršek (422 m), im Nordosten der Cikán (Zigeunerhöhe, 437 m), östlich die Vápenice (429 m), im Südwesten der Na Vyhlídce (Roter Hübl, 426 m), westlich der Pláň (425 m) sowie im Nordwesten der Novoveský vrch (Neudörfer Höhe, 440 m). Gegen Norden erstreckt sich der Naturpark Džbán. Durch das Dorf führt die Straße I/6 / E 48 zwischen Prag und Karlsbad. Östlich verläuft die Bahnstrecke Rakovník–Louny, die Bahnstation Hořesedly liegt drei Kilometer außerhalb des Ortes beim Hof Rozkoš.
Nachbarorte sind Velká Černoc und Svojetín im Norden, Veclov, Povlčín, Milostín und Nesuchyně im Nordosten, Rozkoš, V Kozlově, Krupá und Nový Dvůr im Osten, Chrášťany und Kněževes im Südosten, Přílepy, Kolešovice und Keblany im Süden, Zderaz und Heřmanov im Südwesten, Hokov, Hořovičky, Kolešov und Vrbice im Westen sowie Děkov, Nová Ves und Vlkov im Nordwesten.

## Geschichte
Die erste schriftliche Erwähnung von Horsusedl erfolgte 1316 als Sitz des Vladiken Johannes de Horsusedl. Zwischen 1355 und 1418 gehörte das Dorf zu den Besitzungen der königlichen Allerheiligenkapelle auf der Prager Burg. Seit 1384 ist in Hořesedly eine Pfarrkirche nachweislich. König Sigismund verpfändete Hořesedly im Jahre 1420 an die Brüder Hans von Kolowrat auf Krašov und Friedrich von Kolowrat auf Liebstein. Nachdem die Gebrüder Kolowrat während der Hussitenkriege 1425 auf die Seite der Aufständischen gewechselt waren, konfiszierte Sigismund das Gut und verpfändete es anderweitig. Zu den Besitzern gehörte Nikolaus von Polensko, genannt Polenec von Rakovník, ihm folgte ab 1529 Johann Misska von Zlunitz (Jan Myška z Zlunic). Er oder sein Vorgänger ließen neben dem Hof Hořesedly eine Feste erbauen. Johann Misska verstarb ohne männliche Nachkommen, so dass das Gut an die königliche Kammer heimfiel. Diese überließ es 1568 erblich an Jaroslav Kolowrat-Liebsteinsky auf Petersburg, der es 1579 an Havel Hrobschitzky von Hrobschitz auf Kolešovice verkaufte. Er vereinigte Hořesedly mit dem Gut Kolešovice. Dadurch verlor die Feste ihre Bedeutung als Herrensitz und wurde dem Verfall überlassen. Nach der Schlacht am Weißen Berg wurden die Güter seines Sohnes Zdislav Havel Hrobschitzky konfisziert und Hořesedly zusammen mit Kolešovice und Újezdec (Nouzov) 1623 an den kaiserlichen Höfling Hans Münch von Arzberg verkauft. Seit dem Dreißigjährigen Krieg war das Dorf nach Dekau gepfarrt. Durch Heirat mit Münchs Tochter erwarb Hans von Nostitz-Rieneck den Besitz, ihm folgten seine zweite Frau Anna Margarethe, geborene Bechinie von Lazan und nach 1678 ihr gemeinsamer Sohn Hermann Joachim Graf von Nostitz-Rieneck. 1694 erbte dessen einziger Sohn Johann Ferdinand die väterlichen Güter Černoc und Kolleschowitz. Seine Ehe mit Barbara Gräfin von der Berghe blieb kinderlos, so dass mit seinem Tode 1717 die Rakonitzer Linie der Grafen Nostitz-Rieneck erlosch. Mit der Errichtung der Pfarre in Kolleschowitz wurde Horosedl im Jahre 1707 von Dekau nach Kolleschowitz umgepfarrt. Der Erbe der Güter Černoc und Kolleschowitz, Wenzel Johann von Nostitz-Rieneck, verkaufte Koleschowitz 1724 an Georg Olivier von Wallis. Im Jahre 1744 schloss er die Güter Hokau, Dekau und Kolleschowitz zur Herrschaft Koleschowitz zusammen und erklärte diese zum Familienfideikommiss. 1745 erbte die Besitzungen dessen minderjähriger Sohn Stephan Olivier von Wallis, der bis 1760 unter der Vormundschaft von Wenzel Ignaz von Haymerle stand. Die Robot ließ Stephan Olivier durch Geldleistungen reluieren. 1832 erbte Stephans Olivier Sohn Rudolf Olivier Graf von Wallis den Besitz, ihm folgte 1838 dessen Sohn Friedrich Olivier Graf von Wallis.
Im Jahre 1843 bestand das an der Karlsbader Poststraße gelegene Dorf Horosedl aus 49 Häusern mit 337 deutschsprachigen Einwohnern. Im Ort gab es die Filialkirche zum hl. Laurentius, einen obrigkeitlichen Meierhof mit Schäferei, eine Fahr- und Briefpost und zwei Einkehrwirtshäuser. Pfarrort war Koleschowitz. Bis zur Mitte des 19. Jahrhunderts war Horosedl der Fideikommissherrschaft Koleschowitz untertänig.
Nach der Aufhebung der Patrimonialherrschaften bildete Horosedl/Hořesedly ab 1850 eine Gemeinde im Bezirk Saaz und Gerichtsbezirk Jechnitz. In dieser Zeit setzte ein Wandel vom Ackerbau und Obstbau zum Hopfenbau ein, der bald zum Schwerpunkt der Landwirtschaft wurde. 1868 wurde Horosedl dem Bezirk Podersam zugeordnet. 1873 wurde der Besitz von Friedrich Olivier Graf von Wallis unter dessen sieben Söhnen aufgeteilt, das Gut Kolleschowitz erhielt Karl Graf von Wallis. Mit seinem Bruder Friedrich von Wallis auf Hoch-Libin gründete er zur gemeinschaftlichen Bewirtschaftung der Güter Kolleschowitz und Hoch-Libin ein Unternehmen, das 1881 Konkurs anmelden musste. Die Bahnstrecke Rakovník–Louny nahm 1904 den Verkehr auf.
Im Jahre 1930 lebten in Horosedl 776 Personen; 1932 waren es 770. Nach dem Münchner Abkommen wurde Horosedl 1938 dem Deutschen Reich zugeschlagen und gehörte bis 1945 zum Landkreis Podersam. 1939 hatte das Dorf 721 Einwohner. Nach dem Ende des Zweiten Weltkrieges kam Hořesedly zur Tschechoslowakei zurück und die deutschsprachigen Einwohner wurden vertrieben. Der Okres Podbořany wurde 1960 aufgehoben, seitdem gehört Hořesedly zum Okres Rakovník.
Hořesedly ist ein bedeutendes Hopfenanbaugebiet und wird von Hopfenfeldern umgeben.

## Gemeindegliederung
Für die Gemeinde Hořesedly sind keine Ortsteile ausgewiesen.

## Sehenswürdigkeiten
- Barocke Kirche des hl. Laurentius, sie entstand zu Beginn des 18. Jahrhunderts
- Statue des hl. Johannes von Nepomuk